# Джагричай
Джагричай (Джахри, азерб. Cəhriçay, Джахуг, арм. Ճահուկ) — река в Азербайджане, правый приток Нахчыванчая (бассейн Куры). Исток на высоте 2320 метров над уровнем моря. Протекает с севера на юг по территории Бабекского района Нахичеванской Автономной Республики. Устье южнее посёлка Джагри, в 12 километрах к северу от города Нахичевань, вблизи сел Юхары-Узуноба и Дидивар. Длина 45 километров. Площадь водосборного бассейна 442 квадратных километров. Питание снежно-дождевое и подземными водами. Используется для орошения.

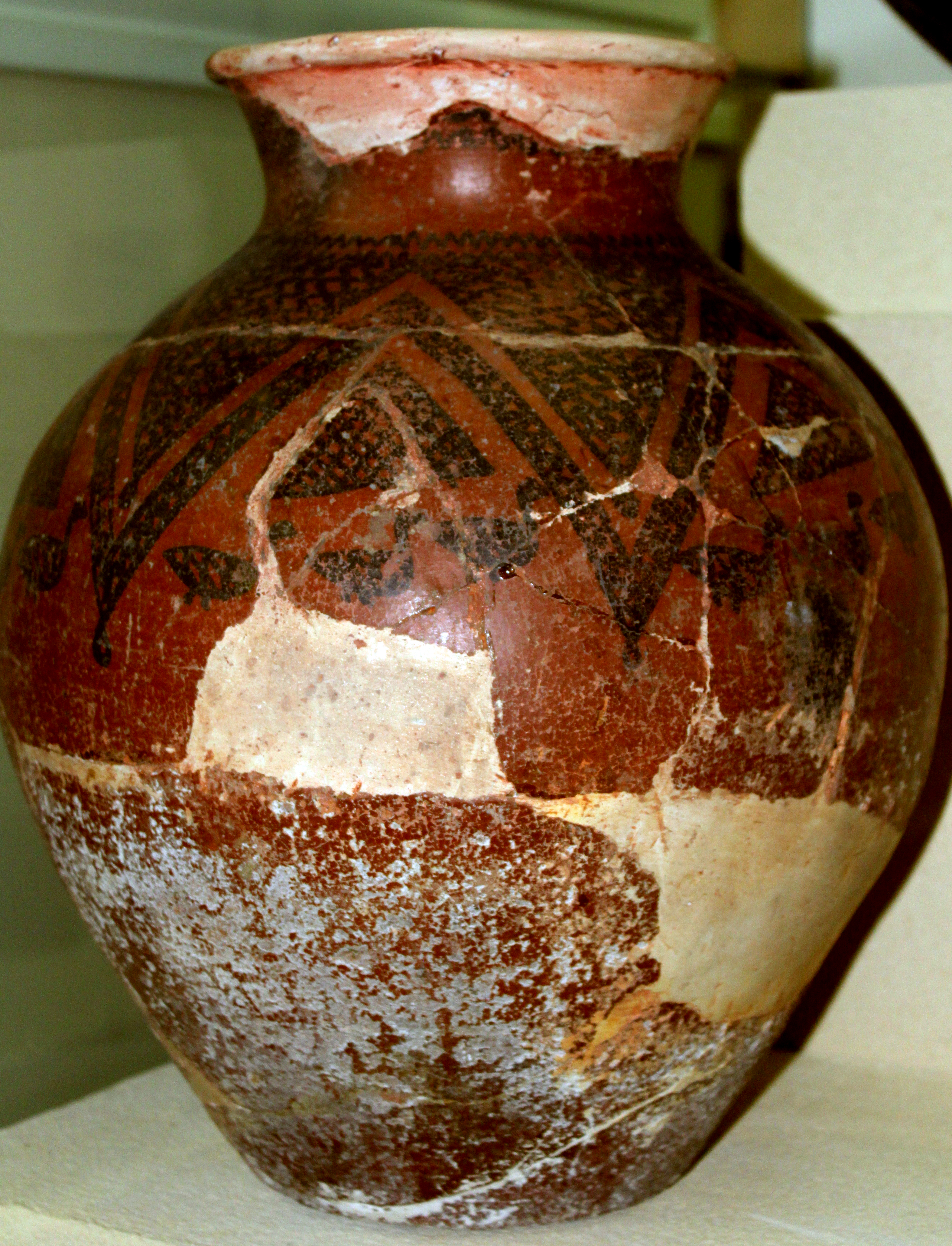
Расписной сосуд из поселения Кюльтепе II

В регионе Чахук историко-географической области Армении Сюник. В верховьях реки, на левом её берегу находятся армянские села Нор-Азнаберд (бывшее азербайджанское село Гюлистан) и Хндзорут.
У слияния рек Джагричай и Нахчыванчай, примерно в 1—1,5 км северо-восточнее от селения Юхары-Узуноба находится поселение Кюльтепе II. Это крепость с четырёхугольными башнями со следами куро-араксской культуры, среднего и позднего бронзового, раннего железного веков. В 4 километрах южнее находится поселение Кюльтепе I.
В период существования поселения Кюльтепе II река Джагричай протекала в 5—6 километрах севернее Кюльтепе II и вблизи села Халхал впадала в реку Нахчыванчай. Это сухое русло известно под названием Джиннидере и в настоящее время хорошо прослеживается от села Джагри до реки Нахчыванчай. На правом берегу древнего русла Джагричая найдено поселение Мейдантепе 2—1-го тысячелетий до н. э. и следы каналов, идущих от Джагричая.